# 雄和郵便局

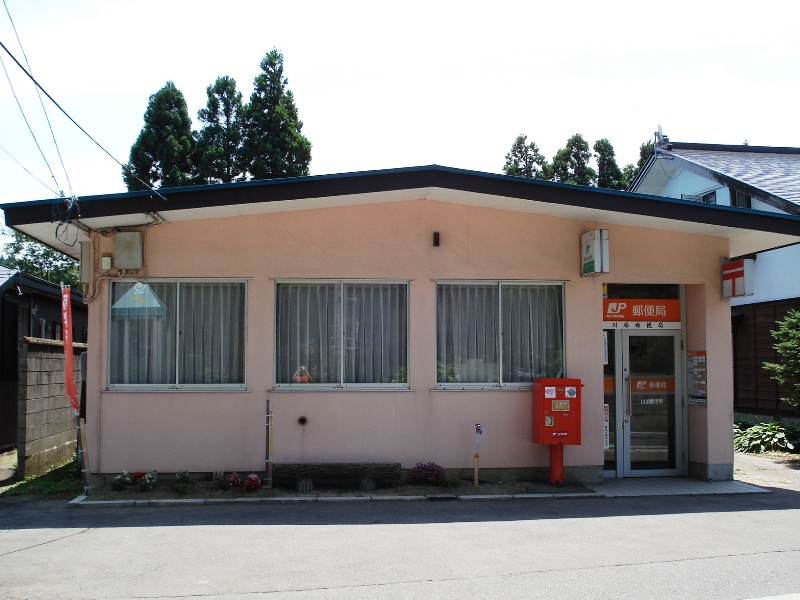
1994年（平成6年）11月まで使われた旧局舎
現在の川添郵便局

雄和郵便局（ゆうわゆうびんきょく）は秋田県秋田市雄和妙法にある郵便局。民営化前の分類では集配特定郵便局であった。

## 概要
住所：〒010-1299 秋田県秋田市雄和妙法字上大部17-4

## 沿革
- 1900年（明治33年）3月1日 - 河辺郡川添村大字椿川に椿川（つばきかわ）郵便局（三等）として開設[1]。同日、小包郵便、為替、貯金取扱を開始。
- 1937年（昭和12年）3月1日 - 川添郵便局に改称[2]。
- 1938年（昭和13年）9月21日 - 電信および電話通話事務を開始[3]。
- 1939年（昭和14年）
  - 6月1日 - 電話規則による電話事務を開始[4]。
  - 10月23日 - 電話交換業務を開始[5]。
- 1958年（昭和33年）12月25日 - 電話交換業務を戸米川郵便局[6]に移管。
- 1973年（昭和48年）4月1日 - 雄和郵便局に改称[7]。
- 1994年（平成6年）11月28日 - 河辺郡雄和町椿川字長者屋敷22-5[6]から、同郡同町妙法字上大部17-4に局舎を新築、移転。
- 1999年（平成11年）6月30日 - 種平郵便局の廃止に伴い、取扱事務を承継[8]。
- 2004年（平成16年）9月6日 - 大正寺郵便局（〒010-13xx）から集配業務を移管[9]。
- 2005年（平成17年）1月11日  - 行政区画変更に伴い、住所が秋田市雄和妙法字上大部17-4となる。
- 2007年（平成19年）10月1日 - 民営化に伴い、併設された郵便事業秋田支店雄和集配センターに一部業務を移管。
- 2012年（平成24年）10月1日 - 日本郵便株式会社発足に伴い、郵便事業秋田支店雄和集配センターを雄和郵便局に統合。

## 取扱内容
- 郵便、印紙、ゆうパック、チルドゆうパック、内容証明、国際郵便
- 貯金、為替、振替、振込、国債、財形定額貯金
- 生命保険、バイク自賠責保険、がん保険
- ゆうちょ銀行ATM
- 秋田市内の一部地域（旧・雄和町内全域：〒010-12xx、010-13xx）の集配業務

## 周辺
- 秋田市雄和市民サービスセンター
- 秋田市立雄和中学校
- 秋田市立雄和小学校
- 秋田なまはげ農業協同組合雄和支店
- 秋田東警察署雄和駐在所
- 雄物川

## アクセス
- 高尾ハイヤー 秋田市マイタウン・バス南部線雄和Aコース/雄和Bコース/雄和川添コース/雄和種平コース 雄和サービスセンター停留所下車
- 日本海東北自動車道 秋田空港ICから南へ約9km
- 駐車場あり：4台